# Кроляча нора
Кроляча нора (англ. Rabbit Hole) — американська психологічна драма за участю Ніколь Кідман, заснована на однойменній бродвейській постановці. Кідман виступила також продюсером стрічки. Фільм показаний на Кінофестивалі в Торонто у вересні 2010 року, в українському прокаті — 10 лютого 2011 року.
Ніколь Кідман номінована за найкращу жіночу роль на премії «Золотий глобус» та «Оскар».

## Сюжет
У фільмі «Кроляча нора» розповідається про історію Бекки та Гаві Корбет, щасливої подружньої пари, у якої є все, про що можна мріяти, доти, поки одна автомобільна аварія не перевертає їх життя догори дриґом — у ній загинув їхній п'ятирічний син Денні. Бекка, змушена зважати на витівки своєї безголової сестри Ізі та владної матері Нати, ділить свою самотність з підлітком Джейсоном, що був за кермом у той фатальний день. Можливо, він і є тією головною фігурою, яка зможе вивести Бекку з депресії.

## У ролях
- Ніколь Кідман — Бекка Корбет
- Аарон Екхарт — Гаві Корбет
- Даян Віст — Ната
- Майлз Теллер — Джейсон
- Теммі Бланшард — Іззі
- Сандра О — Ґаббі
- Джанкарло Еспозіто — Оґґі
- Джон Тенні — Рік

## Цікаві факти
- У театральній версії «Кролячої нори» Бекку Корбет грала актриса Синтія Ніксон, відома за роллю Міранди Гоббс у серіалі «Секс і Місто».